# Gottfried von Banfield
baron Gottfried von Banfield, avstro-ogrski častnik, vojaški pilot in letalski as, * 6. februar 1890, Herceg Novi, † 23. september 1986, Trst.

## Življenje
Po vojni se je poročil s kneginjo Marijo Tripkovič (Tripcovich), hčerko tržaškega ladjarja in lastnika istoimenske pomorske družbe Tripcovich. Po njegovi smrti je Banfield prevzel vodstvo ladjarske družbe in jo uspešno vodil vse do smrti.

## Vojaška kariera
17. junija 1909 je diplomiral na Reki in postal mornarski kadet (Seekadett). Službo je opravljal na ladjah SMS Erzherzog Friedrich in SMS Custozza. Med prvo svetovno vojno je služil v pomorskih zračnih postajah Pulj in Trst. Prvo zmago je dosegel 27. junija leta 1915, ko je nad Villo Vicentino sestrelil italijanski vojaški balon. Februarja 1916 je postal poveljnik pomorske letalske postaje v Trstu in poveljstvo je ohranil vse do konca vojne.
Gottfried von Banfield, katerega se je oprijel naziv »Tržaški orel« (Adler von Triest), je v svoji vojaški službi dosegel 9 uradnih in 11 neuradnih zračnih zmag.
Vse zmage je dosegel na vodnih letalih avstrijske izdelave.

## Napredovanja
- 17. junij 1909 je diplomiral na Reki in postal mornariški kadet (Seekadett),
- službo je opravljal na ladjah SMS Erzherzog Friedrich in SMS Custozza,
- mornariški poročnik na ladji SMS Erzherzog Franz Ferdinand,
- 1. maja 1912 je postal poročnik fregate,
- 1913 je opravil letalski izpit in prejel »Seeflugzeugführer-Prüfung« (diplomo št.4),
- 1916 je postal poveljnik pomorske letalske postaje v Trstu.

## Odlikovanja
Največjega avstro-ogrskega pomorskega letalskega asa je cesar Karel Habsburški odlikoval z najvišjim odlikovanjem vojaškega reda Marije Terezije. Postal je edini letalec dvojne monarhije, ki mu je bilo dodeljeno tako visoko odlikovanje.
- viteški križ vojaškega reda Marije Terezije
- red železne krone
- red legije časti
- zlata in srebrna medalja za hrabrost
- viteški križ reda cesarja Leopolda
- železni križec I. in II. razreda